# Ekimmu
Gli Ekimmu sono una delle sette sotto-classi demoniache della mitologia babilonese. Generalmente vengono chiamati anche "Utukku" (plurale Utukke), nome comune per tutti i demoni.
In quanto demoni minori, il numero sacrale che li simboleggia viene riportato sempre in modo frazionario, ovvero 1/3 di 15 (cioè 5).
Appartengono a questo gruppo tutti gli spettri dei morti che sono riusciti a fuggire dagli inferi per tormentare gli esseri viventi. Possono diventare Ekimmu tutti coloro che non hanno ricevuto una degna sepoltura o che hanno subito una morte violenta ma anche le prostitute morte per malattia.
Queste creature, privati della pace, possono dimorare nei deserti, nei cimiteri, sui monti e persino nel mare.

## Etimologia
Il nome di queste creature deriva dalla radice "tagliare", "asportare" ed ha come sinonimo ''Shulu", colui che sale. L'ideogramma corrispondente all'Ekimmu è Gidim.

## Estratti
Marco Dini sin, nel suo libro sui demoni delle culture mesopotamiche, riporta i seguenti esorcismi riguardo l'Ekimmu :
"Che tu sia colui che esce dalla terra,o colui che non ha letto (dove dormire) o la donna che è morta vergine,o l'uomo che non ha avuto progenie
o colui che giace nel deserto,o colui che, nel deserto giace senza essere coperto dalla terra, o colui che, da una palma è precipitato, o colui che, da un vascello, è caduto nell'acqua
o colui che è senza sepoltura,o colui che non ha nessuno che vegli su di lui, o colui che non ha nessuno che porga delle offerte, o colui al quale non si porgono delle libazioni
o colui di cui nessuno porta il nome (...) o la prostituta il cui corpo era malato, o la donna morta incinta, o la donna alla quale è morto il figlio che allattava,
o un uomo malvagio, o uno spirito cattivo, p colui che va per i luoghi diroccati, o colui che va per le campagne,
o colui con il quale un giorno ho mangiato, o colui con il quale un giorno ho bevuto, o colui con il quale un giorno ho mangiato quando avevo fame, o colui con il quale ho bevuto quando avevo sete
o colui con in quale, essendo malato, mi sono unto d'olio, o colui con il quale, avendo fretto, ho indossato i vestiti..."
In un altro passo, sempre estratto da un esorcismo, viene citato più esplicitamente:
"Ekimmu, che non può essere soggiogato;
Che giace senza sepoltura,
la cui testa non è coperta dalla terra,
figlio di re che, nel deserto
o tra le rovine, è stato abbattuto
possente che è stato ucciso dalle armi"
Anche nell'epopea di Gilgamesh viene nominato questo demone:
"Colui che, imprigionato, è morto di fame,
colui che, imprigionato, è morto di sete,
l'affamato che, nella sua fame,
non ha sentito il profumo del cibo,
colui del quale il bordo del fiume
ha causato la perdita (dell'equilibrio) e che è morto,
colui che è morto nella pianura o nella palude,
colui che nella pianura è stato travolto dall'inondazione
colui che un nome, colui che non ha un nome (...)
colui che il cui cadavere è abbandonato nella pianura (...) il suo spirito non trova riposo negli inferi.
Colui il cui spirito non ha nessuno che gli renda un culto (...) mangia i resti delle pentole e i detriti dei piatti che si gettano nella strada"

## Fonte
- Marco Dini Sin, Demoni e altre creature del caos ediz. Lunaris. (prima edizione, Dicembre 1996)